# Paul Peschisolido
Paolo Pasquale Peschisolido (Scarborough, 25 maggio 1971) è un allenatore di calcio ed ex calciatore canadese, di ruolo attaccante.

## Carriera
Nella sua carriera ha giocato prevalentemente in Inghilterra, ed ha anche disputato 53 partite con i colori della sua Nazionale.
Nato a Scarborough, in Ontario, ma di evidenti origini italiane, Peschisolido inizia a giocare a calcio già al liceo, presso le giovanili dei Toronto Blizzard. Nel 1991 debutta nella Major Indoor Soccer League con la squadra dei K.C. Comets.
Dopo un tentativo fallito di unirsi alla Juventus, nel 1992 viene ingaggiato dalla squadra del Birmingham City, trasferendosi così in Inghilterra dove avrebbe giocato per il resto della sua carriera. Disputate due stagioni al Birmingham, nel 1994 passa allo Stoke City, squadra in cui rimane fino al 1996. Poi, dopo una breve parentesi di nuovo a Birmingham, passa al West Bromwich Albion per la stagione 1996-1997. Nell'ottobre 1997 viene venduto, per 1,1 milioni di sterline, al Fulham; nella stagione 1997-1998 disputa per questa formazione 37 partite, segnando un totale di 13 gol e aiutando così la squadra a vincere la Second Division di quell'anno e a proiettarsi in Premier League. Peschisolido continua a giocare nel Fulham fino al 2004, anno in cui viene dato in prestito al Queens Park Rangers. L'anno successivo -pur rimanendo di proprietà della squadra londinese- viene dato in prestito nuovamente, prima allo Sheffield United e poi al Norwich City.
Nel 2002 torna, questa volta in via ufficiale, allo Sheffield United dove rimane fino al 2004 segnando un totale di 16 gol in 79 apparizioni. Nel 2004 si unisce alla compagine del Derby County. Nel 2007, dopo la fine del suo impegno con il Derby, ha firmato un contratto annuale per il Luton Town.
Il 18 maggio 2009 è diventato l'allenatore del Burton Albion neopromosso in Football League Two.
L'8 gennaio 2011, grazie alla vittoria per 2 a 1 sul Middlesbrough, permette alla squadra di Burton upon Trent di approdare al quarto turno di FA Cup per la prima volta nella storia del club. È inoltre l'unico allenatore non europeo ad aver allenato i gialloneri.

## Vita privata
Paul Peschisolido si è sposato con l'allora dirigente sportiva del Birmingham City, Karren Brady, ora vice-presidente del West Ham United; la coppia ha due figli.

## Palmarès

### Giocatore

#### Club
- Second Division: 1

Fulham: 1997-1998
- First Division: 1

Fulham: 2000-2001

#### Nazionale
- Gold Cup: 1

2000